# Gałowo
Gałowo [pronunciación en polaco: /ɡaˈwɔvɔ/] es un pueblo en el distrito administrativo de Gmina Szamotuły, dentro del Distrito de Szamotuły, Voivodato de Gran Polonia, en el centro-oeste de Polonia. Se encuentra a unos 3 kilómetros oeste de Szamotuły y 34 kilómetros al noroeste de la capital regional, Poznań.